# كولومبيا (قارة عظمى)

تصوير للقارة العظمى كولومبيا منذ حوالي 1.59 مليار سنة مضت.

كولومبيا عُرفت أيضًا باسم نونا ومؤخرًا باسم هودسونلاند أو هودسونيا، كانت واحدة من قارات الأرض العظمى القديمة وواحدة من القارات العظمى الأولى على كوكب الأرض، يُعتقد أنها وُجدت منذ حوالي 1800 إلى 1500 مليون سنة مضت في حقبة الطلائع القديمة.، كولومبيا كانت تتكون من الكراتونات البدائية التي شكلت نوى قارات لورنتيا وبالطيقا والدرع الأوكراني والدرع الأمازوني وأستراليا، واحتمال سيبيريا وشمال الصين وكالاهاري كذلك، أول اقتراح لها كان من قبل روجرز وسانتوش في سنة 2002 ، دليل وجود كولومبيا مستند على البيانات الجيولوجية والباليومغناطيسية.